# Lebu-Ae (Ort)
Lebu-Ae (Leboai, Lebo-ae, Lebui) ist ein osttimoresischer Ort im Suco Darulete (Verwaltungsamt Liquiçá, Gemeinde Liquiçá).

## Geographie und Einrichtungen
Das Dorf liegt im Westen der Aldeia Lebu-Ae und verläuft vom Gipfel des Foho Darulete (1241 m) nach Süden den Berghang hinab. Nordöstlich befindet sich in der Verlängerung des Bergrückens der Fatumasin (1214 m). In Lebu-Ae treffen Straßen aus Caileli im Nordwesten, Manupatia im Süden und Natarae im Nordosten aufeinander. Im Tal im Osten entspringt der Caicabaisala, ein Nebenfluss des Lóis.
Im Dorf befinden sich der Sitz des Sucos, ein Hospital, eine Polizeistation und eine Grundschule, die Escola Primaria Darulete.